# 何道泉
何道泉（1935年—），湖北黄陂人，中国人民解放军将领、中国人民解放军中将。 

## 生平
1961年10月加入中国共产党。青年时期在湖北沙市中学求学成长。 1951年7月参加工作。中专学历。中将军衔。1951年7月参加中国人民解放军，为第7步兵学校学员。1954年任陆军排长、营作训参谋。1956年任陆军团司令部作训股参谋、师司令部作训科参谋。1963年任陆军军司令部作训处参谋、师司令部作训科科长。1969年任陆军军司令部作训处副处长、处长。1976年任陆军师副参谋长。1978年任陆军师参谋长、副师长。1981年任陆军师长。1983年任陆军军参谋长。1985年8月任中国人民解放军陆军第二十三集团军军长。1993年12月任北京军区副司令员、军区党委常委兼北京卫戍区司令员、卫戍区党委常务书记。1994年12月任北京军区副参谋长。1996年4月－1998年8月任国防大学副校长、党委常委。1988年9月被授予少将军衔。1994年7月晋升为中将军衔。中共第13届中央候补委员。
曾任北京军区副司令员、国防大学副校长。